# Conejares
Conejares es un despoblado de la provincia de Soria, partido judicial de Soria , Comunidad Autónoma de Castilla y León, España. Pertenece a Muro de Ágreda, de la comarca de Moncayo perteneciente al municipio de Ólvega.

## Acceso
Conejares se encuentra a unos 500 metros de la N-122. Para acceder al pueblo, se coge la pista que lleva a Conejares en la N-122, a escasos 3,2 kilómetros de Matalebrera, y 8,5 kilómetros de Ágreda. La pista es accesible por su buen estado a todo tipo de vehículos. El despoblado soriano tiene vistas de las Tierras Altas Sorianas, situada en una amplia colina, de elevada prominencia.

## Historia
El origen se data en un mínimo de seis siglos, ya que Don Íñigo López de Mendoza, Marqués de Santillana entre 1398 y 1458, la menciona. En el Diccionario geográfico-estadístico de España y Portugal de Sebastián de Miñano y Bedoya y Tomás López de Vargas Machuca de 1826 la mencionan como:  Localidad de 20 habitantes, a 8 leguas de la capital y contribuyente en 80 reales y 20 maravedíes .
Originalmente, por tanto,  fue una granja o altozano, donde el dueño atrajo a colonos para que poblaran el lugar. Poseía, entre otras edificaciones, una iglesia y una cárcel. Se halla en una ladera por la que únicamente se accede al despoblado por un camino de tierra.
Conejares es una localidad despoblada aproximadamente en 1935, cuando los pocos vecinos existentes emigraron hacia pueblos lindantes, ante un éxodo rural en busca de una mejor calidad de vida, ya que no disponían de servicios básicos, tales como luz o agua.

## Situación actual
La mayoría de las más o menos diez edificaciones de piedra están en ruina total o parcial avanzada. Se conservan algunos tejados completos y los muros en muchos casos alcanzan la altura original. La pequeña iglesia de Nuestra Señora de las Nieves se mantiene con su bóveda intacta, aunque llena de hollín, producto de las fogatas que han hecho en su interior. Aún se pueden ver los restos de una cenefa todo alrededor, escrita con unos caracteres ilegibles.
Carece de servicios básicos, como luz o agua.
En febrero del año 2008, se hizo pública su puesta en venta, aunque tuvo que retirarse pronto, al mostrarse antiguas escrituras que indicaban que el vendedor no era el propietario del pueblo entero, por lo cual no podía ser vendido sin un previo acuerdo entre todas las partes.